# Spinoliella opaca
Spinoliella opaca is een vliesvleugelig insect uit de familie Andrenidae. De wetenschappelijke naam van de soort is voor het eerst geldig gepubliceerd in 2001 door Rodríguez, Toro & Ruz.